# The Grenadiers
The Grenadiers sont un régiment d'infanterie de l'armée indienne, anciennement membre de la Bombay Army et plus tard de l'armée indienne britannique d'avant l'indépendance, lorsque le régiment était connu sous le nom de 4th Bombay Grenadiers. Elle s'est distinguée pendant les deux guerres mondiales et aussi depuis l'indépendance de l'Inde. Le régiment a remporté de nombreux honneurs de bataille et récompenses de bravoure et est considéré comme l'un des régiments les plus décorés de l'Inde avec trois lauréats du Param Vir Chakra dans trois conflits différents.

## Histoire ancienne
Le plus ancien régiment de grenadiers des armées du Commonwealth appartient à l'armée indienne. Le concept de « grenadiers » a évolué à partir de la pratique consistant à sélectionner les hommes les plus courageux et les plus forts pour les tâches les plus dangereuses au combat. Les grenadiers ont le plus long record d'existence ininterrompu dans l'armée indienne.
L'histoire des grenadiers indiens est liée aux troupes recrutées pour l'armée de la présidence de Bombay. La toute première mention d'une compagnie de grenadiers remonte à 1684, quand une petite armée de troupes anglaises, qui avait pris possession de l'île de Bombay et comprenant trois compagnies d'Européens et de Chrétiens locaux, avait une compagnie de grenadiers, mais personne n'a plus entendu parler de cette unité par la suite. En 1710, la Bombay Army se composait de cinq compagnies « d'Européens, de topasses (chrétiens indiens) et de cafés (kaffirs ou esclaves africains) » dont la première compagnie était une compagnie européenne de grenadiers. Cette compagnie a été fusionnée avec le Bombay European Regiment, qui a ensuite été dissous. En 1757, Robert Clive avait créé le 1er régiment de l'infanterie indigène du Bengale dont deux compagnies étaient des compagnies de grenadiers, cependant, aucun régiment de grenadiers ne fut formé à partir de l'armée du Bengale jusqu'à ce qu'un bataillon soit formé en 1779.
En 1759, en réponse aux manœuvres françaises dans le sud de l'Inde, la force de l'armée de Bombay a été renforcée, et la première compagnie de grenadiers Cipayes créée avec les meilleurs Cipayes de Bombay « en tenant compte de ceux qui ont des familles sur l'île ». Il n'y avait que des officiers indigènes et tous les Cipayes portaient des manteaux rouges face au bleu. Plus tard, un adjudant fut nommé au corps.
Plus tard, l'armée de Bombay comprend un certain nombre de bataillons Cipayes, chacun ayant une ou deux compagnies de grenadiers. Ceux-ci ont été matraqués en un bataillon composite comprenant les compagnies de grenadiers des bataillons Cipayes de Bombay, et ils ont remporté la célèbre bataille de Talegaon en 1778. Les performances de ce bataillon composite furent si impressionnantes que la présidence de Bombay ordonna la levée permanente d'un bataillon de grenadiers qui eut lieu le 12 mars 1779, trente-six ans avant la première fois qu'un bataillon britannique reçut l'honneur de se faire appeler « grenadiers ». Le gouverneur général de Bombay a pris un arrêté daté du 12 novembre 1779, selon lequel les compagnies de grenadiers des régiments suivants se regroupèrent pour former le tout premier régiment de grenadiers au monde, à savoir « The Grenadier Battalion, First Regiment of Infantry »:
- 1er bataillon Cipaye
- 2e bataillon Cipaye
- 3e bataillon Cipaye
- 4e bataillon Cipaye
- 5e bataillon Cipaye
- 6e bataillon Cipaye
- Marine Battalion (deux compagnies de grenadiers)

## 4th Bombay Grenadiers
Le 4th Bombay Grenadiers était un régiment d'infanterie de l'armée indienne d'avant l'indépendance, formé le 1er mars 1922 dans le cadre des réformes de l'armée indienne qui ont eu lieu après la fin de la Première Guerre mondiale. Par la suite, le régiment a passé les quinze prochaines années à servir dans le protectorat britannique du Somaliland dans le nord-ouest actuel de la Somalie, ainsi qu'en Chine et à la frontière du nord-ouest. Les 3e, 4e et 5e bataillons ont tous été dissous et le 10e bataillon a fusionné avec le 10e bataillon du Jat Regiment (en) pour former un centre d'entraînement combiné à Bareli. Après la Seconde Guerre mondiale, ils étaient l'un des régiments affectés à la nouvelle armée indienne et rebaptisé The Grenadiers.
Le régiment se composait de six bataillons, tous d'anciens régiments eux-mêmes :
- 1er bataillon - Anciennement les 101st Grenadiers (en)
- 2e bataillon - Anciennement les 102nd King Edward's Own Grenadiers (en)
- 3e bataillon - Anciennement le 108th Infantry (en)
- 4e bataillon - anciennement 109th Infantry (en)
- 5e bataillon - Anciennement le 112th Infantry (en)
- 10e bataillon (d'entraînement) - Anciennement le 113th Infantry (en)

### Deuxième Guerre mondiale

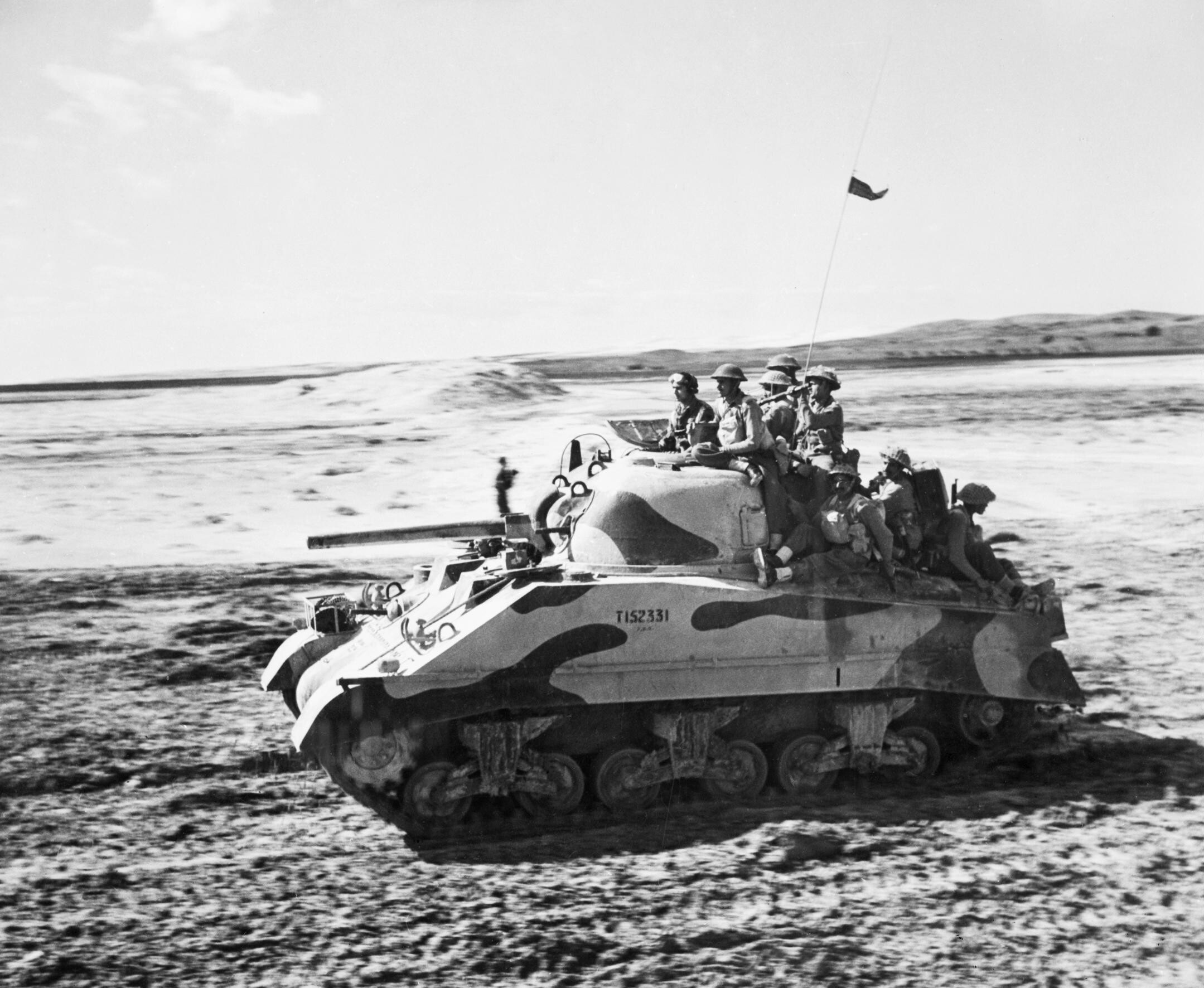
Grenadiers sur un char Sherman au Moyen-Orient, mars 1944.

Au début de la Seconde Guerre mondiale, il n'y avait que deux bataillons du régiment, le 1er et le 2e. Cela changera ensuite car un certain nombre de bataillons seront créés pour le service en temps de guerre, y compris : 3e, 4e, 5e, 6e, 14e, 25e, 26e et 27e bataillons. Le 10e (bataillon d'entraînement) a également été dissocié du régiment Jat. Certains de ces bataillons devaient être uniquement des troupes de garnison ou de zone arrière, tandis que d'autres ont servi avec distinction dans un certain nombre de théâtres pendant la guerre, notamment au Moyen-Orient et en Birmanie, notamment pendant les campagnes d'Arakan et à Kohima.
Les 4e grenadiers formaient l'élément d'infanterie motorisé des brigades blindées et blindées indiennes, se distinguant comme une infanterie d'escorte de chars protégeant les chars contre les attaques de tireurs d'élite dans des conditions de jungle : 
- 1/4e bataillon, 252e brigade blindée indienne, 31e division blindée indienne
- 2 / 4e bataillon, 50e brigade de chars indienne
- 3 / 4e bataillon, 254e brigade de chars indienne
- 4 / 4e bataillon, 255e brigade de chars indienne

## Honneurs de bataille

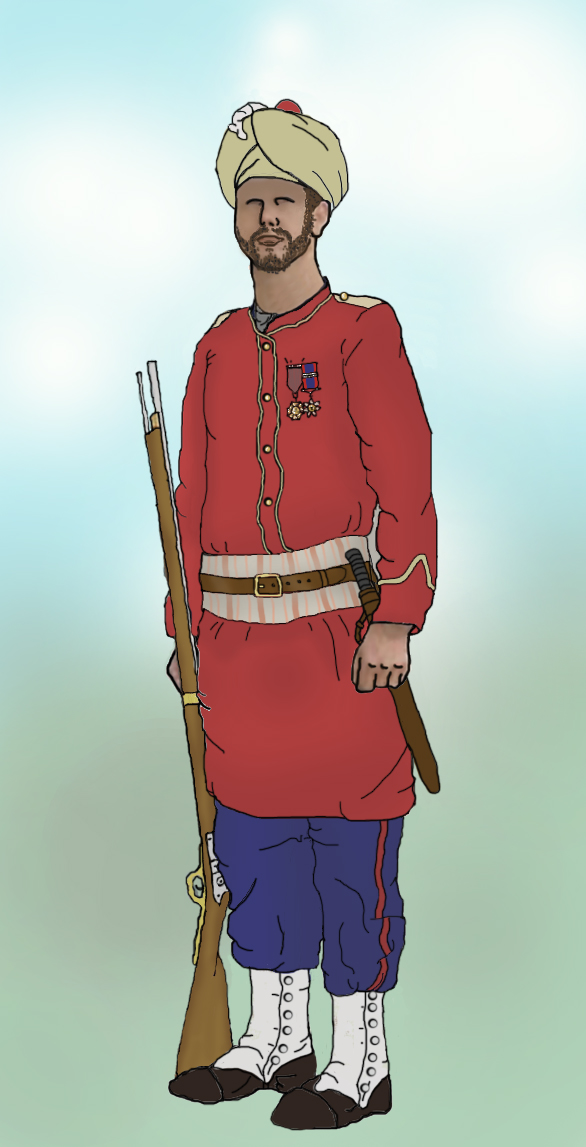
Bombay Grenadier sous service britannique, 1910.

### Honneur de bataille (pré-indépendance)
Avant l'indépendance de l'Inde, le régiment avait remporté de nombreux honneurs de bataille dans le cadre de l'armée indienne britannique. Ces honneurs de bataille comprennent :

#### Avant la Première Guerre mondiale
- Mangalore - 1784
- Mysore - 1786
- Srirangapatna - 1799
- Egypte - 1802
- Koregaon - 1818
- Beni Boo Alli - 1821
- Kirkee - 1827
- Hyderabad - 1831-1843
- Meeane - 1843
- Pendjab - 1848
- Inde centrale - 1858
- Abyssinie - 1868
- Afghanistan - 1878–1880
- Kandahar 1880
- Afghanistan 1878–80
- Birmanie 1885–87
- Somaliland (Dharatol) - 1901–04

#### Première Guerre mondiale

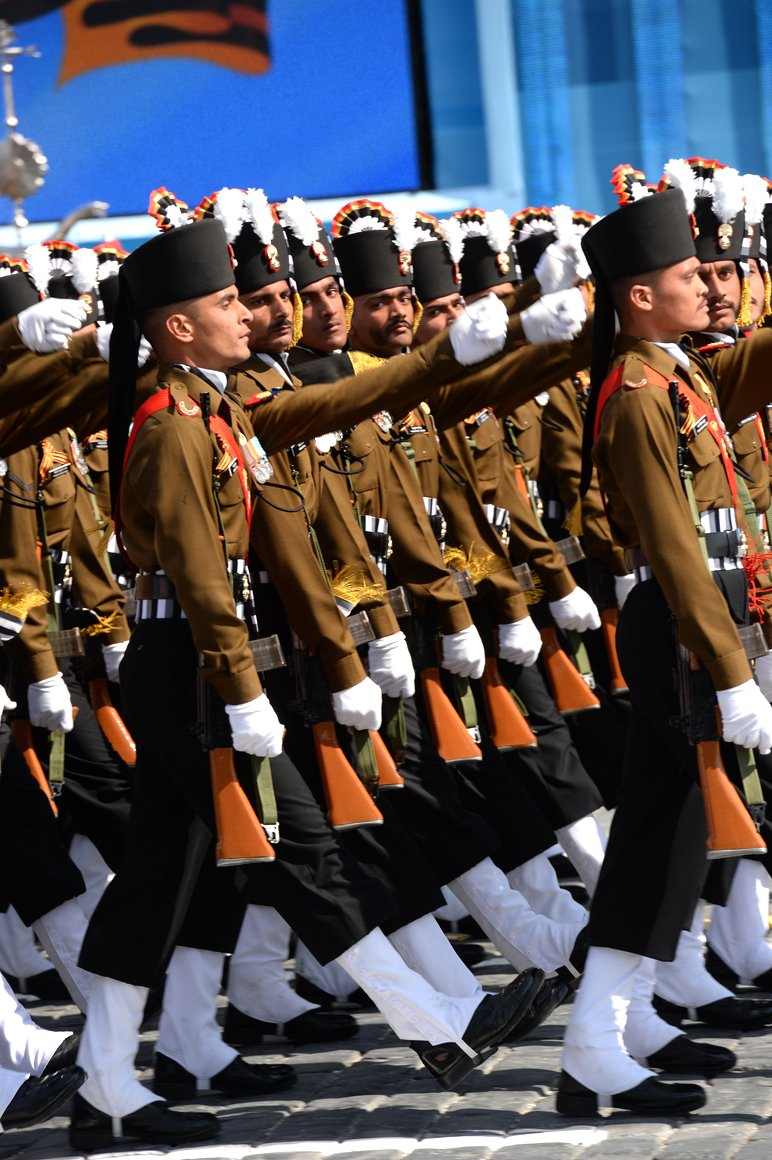
Grenadiers participant au défilé du jour de la victoire 2015, marquant le 70e anniversaire de la victoire en Europe.

- Afrique de l'Est 1914-16
- Égypte - 1916-17
- Bagdad - 1917
- Kut-Al-Amara - 1917
- Gaza - 1917
- Bataille de Sharqat - 1918
- Megiddo
- Naplouse - 1918
- Palestine 1917-18
- Mésopotamie - 1915–18
- Aden - 1914-1919
- Afghanistan 1919
- Tigré - 1919

#### Seconde Guerre mondiale
- Kohima - 1944
- Kalewa - 1944
- Village Naga - 1944
- Fort Dufferin, Mandalay - 1945
- Pwabwe - 1945
- Capture de Meiktila - 1945
- Défense de Meiktila - 1945
- Pégu - 1945
- Taungtha - 1945

### Honneur de bataille (post-indépendance)
Depuis 1947, le régiment a remporté les honneurs de bataille suivants au sein de l'armée indienne:
- Gurais - 1948
- Asal Uttar - 1965
- Jarpal - 1971
- Chakra - 1971
- Tololing et Tiger Hill (guerre de Kargil) - 1999

## Décorations
Les Grenadiers ont l'honneur unique et distinct d'avoir le plus grand nombre de Param Vir Chakra, la plus haute médaille de bravoure de l'Inde, parmi tous les régiments d'infanterie de l'armée indienne. De note aussi, est le fait qu'avant l'indépendance, les officiers britanniques servant avec les Grenadiers ont gagné quatre Croix de Victoria. Les membres du régiment ont également reçu un certain nombre d'autres décorations avant l'indépendance, y compris l'Ordre du mérite indien.

### Croix de Victoria
- Capitaine George Murray Rolland (en), 22 avril 1903, Daratoleh, Somaliland

### Ordre du mérite indien
- Subedar Rahim khan, Palestine (contre la Turquie), avril 1918[3]
- Naik Shivlal Dalal (1933)

### Récipiendaires du Param Vir Chakra
- Quartier-maître de la compagnie Havildar Abdul Hamid, 4e grenadiers - 1965.
- Major Hoshiar Singh, 3e Grenadiers - 1971.
- Grenadier Yogendra Singh Yadav, 18e Grenadiers - 1999.